# 銀河裡擁抱
《銀河裡擁抱》 (英語：FallinGalaxy)是台灣創作歌手吳克群發行第11張國語專輯，在2022年6月24日正式發行。

## 創作背景
來自宇宙最浪漫的核心頻率在(K)音樂宇宙裡，(K)不只是一個符號，而是音樂意識體，擁有超光速宇宙旅行的能力。這來自另一個宇宙的(K)，借由吳克群的軀殼，探索這顆孤獨星球上的萬事萬物。暫態，生命和人性，都染上了無窮奇幻的色彩和迥異另類的美感。(K)的宇宙篇章裡，沒有冰冷的物理公式、紛亂的程式代碼、複雜的量子力學、浩大的蒼穹洪荒，有的，只是一個個立體飽滿的人物和引人入勝的故事。

## 曲目
| 曲序 | 曲目             | 备注   | 时长 |
| ---- | ---------------- | ------ | ---- |
| 1.   | 降臨 Intro       | 純音樂 | 0:26 |
| 2.   | 銀河裡擁抱       | 純音樂 | 3:27 |
| 3.   | 抽象             |        | 2:58 |
| 4.   | 佛洛伊德         |        | 3:15 |
| 5.   | 國王密室         |        | 4:05 |
| 6.   | 斯德哥爾摩       |        | 4:58 |
| 7.   | 跳完這支舞再走   |        | 3:45 |
| 8.   | 阿茲海默         |        | 2:58 |
| 9.   | 奇異博士         |        | 4:09 |
| 10.  | 夸父追日         |        | 3:12 |
| 11.  | 日落寧靜海 Outro |        | 1:32 |
| 12.  | 風林火山         |        | 3:21 |
| 13.  | X-MEN 變種人     |        | 3:59 |
| 14.  | 普羅米修斯       |        | 4:07 |

## 相關獲獎
- 吳克群「寫歌送陳語安」揭喜訊！獲美國「電視節目奧斯卡」大獎的Facebook專頁